# کندی میکونی
کندی میکونی (انگلیسی: KennedyEgbus Mikuni؛ زادهٔ ۲۳ ژوئن ۲۰۰۰) بازیکن فوتبال اهل ژاپن است.
از باشگاه‌هایی که در آن بازی کرده‌است می‌توان به باشگاه فوتبال آویسپا فوکوئوکا اشاره کرد.
وی همچنین در تیم‌های ملی فوتبال زیر ۲۰ سال ژاپن و زیر ۲۰ سال ژاپن بازی کرده‌است.